# 纳江错
纳江错（藏語：ནས་ཆམ་མཚོ།，威利转写：nas cham mtsho，THL：Necham Tso）位于中国西藏自治区那曲市尼玛县境内，地处尼玛县东部，湖面海拔4606米，面积44.3平方公里。湖形呈三角形。湖区气候寒冷干燥，年均气温-4～-2℃，年均降水量200～300毫米。湖水主要依靠地表径流补给，集水区面积3249.7平方公里，补给系数73.4。